# Ernesto Fígoli
Ernesto Fígoli (ur. 21 sierpnia 1888, zm. 26 lipca 1951) – trener urugwajski.
Fígoli, będąc także masażystą, kierował podczas turnieju Copa América 1920 drużyną Urugwaju, który zdobył mistrzostwo Ameryki Południowej. Trenowana przez Fígoliego reprezentacja Urusów wygrała dwa mecze – z Chile i Brazylią oraz zremisowała z Argentyną.
Znacznie gorzej spisał się kierowany przez niego Urugwaj podczas turnieju Copa América 1921, gdzie zajął dopiero trzecie miejsce. Urusi przegrali dwa mecze – z Paragwajem i Argentyną – oraz wygrali jeden mecz – z Brazylią. Fígoli opiekował się reprezentacją Urugwaju do 1922 roku. Zastąpił go Pedro Olivieri.
Sukces z 1920 roku Fígoli powtórzył podczas turnieju Copa América 1926. Tym razem zwycięstwo było jeszcze bardziej efektowne, gdyż Urugwaj wygrał wszystkie cztery mecze – z Chile, Argentyną, Boliwią i Paragwajem, aplikując rywalom aż 17 bramek i tracąc tylko dwie. W 1926 roku Fígoli po raz ostatni prowadził Urugwaj – w następnym roku jego miejsce zajął Luis Greco.